# Helodon sarurense
Helodon sarurense är en tvåvingeart som först beskrevs av Ono 1976.  Helodon sarurense ingår i släktet Helodon och familjen knott. Inga underarter finns listade i Catalogue of Life.